# Liolaemus kuhlmanni
Espèce
Synonymes
- Liolaemus nigromaculatus kuhlmanni Müller & Hellmich, 1933

Statut de conservation UICN

 DD  : Données insuffisantes
Liolaemus kuhlmanni est une espèce de sauriens de la famille des Liolaemidae.

## Répartition
Cette espèce est endémique du Chili. Elle se rencontre dans les régions de Coquimbo, de Valparaíso et dans la Région métropolitaine de Santiago.

## Publication originale
- Müller & Hellmich, 1933 : Beiträge zur Kenntnis der Herpetofauna Chiles. VII. Der Rassenkreis der Liolaemus nigromaculatus. Zoologischer Anzeiger, vol. 103, p. 128-142.